# Carlota Joana de Waldeck-Wildungen
Carlota Joana de Waldeck-Wildungen (en alemany Charlotte Johanna von Waldeck-Wildungen) va néixer a Arolsen (Alemanya) el 13 de desembre de 1664 i va morir a Hildburghausen l'1 de febrer de 1699. Era filla del comte Josies II (1636-1669) i de Guillemina Cristina de Nassau-Siegen (1625-1707).

## Matrimoni i fills
El 2 de desembre de 1690 es va casar a Maastricht amb Joan Ernest IV de Saxònia-Coburg-Saalfeld (1658-1729), fill del duc Ernest I de Saxònia-Gotha-Altenburg (1606-1675) i de la princesa Elisabet Sofia de Saxònia-Altenburg (1619-1680). El matrimoni va tenir vuit fills, sis dels quals arribaren a l'edat adulta: 
- Guillem Frederic (1691-1720)
- Carles Ernest (1692-1720)
- Sofia Guillemina (1693-1727), casada amb Frederic Anton de Schwarzburg-Rudolstadt (1692-1744).
- Enriqueta Albertina (1694-1695)
- Lluïsa Emília (1695-1713)
- Carlota, nascuda i mort el 1696.
- Francesc Josies (1697-1764), casat amb la princesa Anna Sofia de Schwarzburg-Rudolstadt (1700-1780).
- Enriqueta Albertina (1698-1728)